# Thirunageswaram
Thirunageswaram es una ciudad y nagar Panchayat situada en el distrito de Thanjavur en el estado de Tamil Nadu (India). Su población es de 15082 habitantes (2011). Se encuentra a 39 km de Thanjavur y a 4 km de Kumbakonam.

## Demografía
Según el censo de 2011 la población de Thirunageswaram era de 15082 habitantes, de los cuales 7308 eran hombres y 7774 eran mujeres. Thirunageswaram tiene una tasa media de alfabetización del 86,15%, superior a la media estatal del 80,09%: la alfabetización masculina es del 91,67%, y la alfabetización femenina del 81,05%.